# Colón (Zulia)
Colón é um município da Venezuela localizado no estado de Zulia.
A capital do município é a cidade de San Carlos del Zulia.